# Leo H. Klaassen
Leonardus Hendrik Klaassen (Rotterdam, 21 juni 1920 - Rotterdam, 24 december 1992) was een Nederlands econoom, hoogleraar aan de Erasmus Universiteit Rotterdam, en directeur van het Nederlands Economisch Instituut (NEI).

## Levensloop
Klaassen was geboren en getogen in Rotterdam-Zuid, en doorliep de HBS of hogereburgerschool op het Afrikaanderplein. Eind jaren 1930 begon hij een studie aan de Nederlandse Economische Hogeschool te Rotterdam, die hij in de Tweede Wereldoorlog onderbrak. In 1943 vond hij een betrekking bij het Economisch-Technologisch Instituut voor Zuid-Holland. In die tijd werd hij betrokken bij plannen van Jan Tinbergen en het Nederlands Economisch Instituut (NEI) voor kwantitatief economisch onderzoek voor de wederopbouw na de bevrijding.
Na de Tweede Wereldoorlog begon hij als junior onderzoeker bij het Nederlands Economisch Instituut. In 1959 promoveerde hij aan de Nederlandse Economische Hogeschool op het proefschrift, getiteld "Richtlijnen voor het toegepast economisch onderzoek." Vanaf 1960 tot 1984 was hij directeur van het Nederlands Economisch Instituut, en hij was tevens hoogleraar aan de Nederlandse Economische Hogeschool.

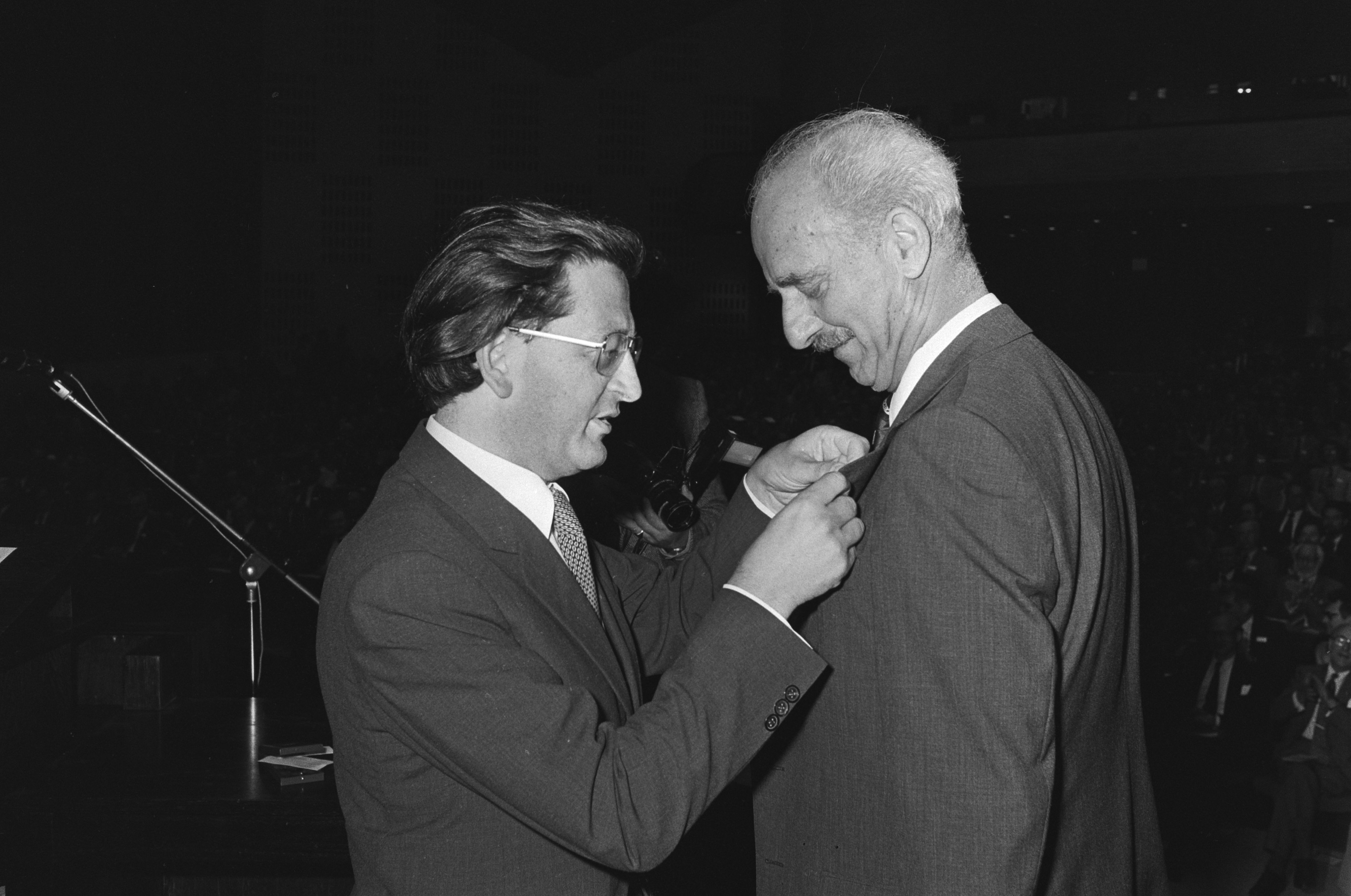
Minister Pais speldt een koninklijke onderscheiding op bij prof. dr. L.H. Klaassen, 1979

In 1979 ontving Klaassen een koninklijke onderscheiding (Ridder in de Orde van de Nederlandse Leeuw), die hem door de toenmalige minister Arie Pais werd opgespeld (zie afbeelding). In 1985 ontving hij ook de Van Oldenbarneveltpenning, de hoogste gemeentelijke onderscheiding van de stad Rotterdam.

### Personalia
Leo H. Klaassen was getrouwd met Annemarie Ablinger.

## Werk
Volgens Lambers (1993) was Klaassen erop gefocussed om "door kwantitatief onderzoek concrete en toepasbare antwoorden te geven over economische projecten die verbetering van werkgelegenheid en welvaart konden brengen. Daarachter lag een vaste, optimistische levenshouding, de durf nieuwe problemen te stellen, nieuwe werkwijzen te zoeken die nieuwe markten konden openen. Een 'entrepreneurial scholar', een ondernemend man van wetenschap."

## Publicaties, een selectie
- L. H. Klaassen, D. H. van Dongen Torman, Leendert Marinus Koyck (red.). Hoofdlijnen van de sociaal-economische ontwikkeling der gemeente Amersfoort van 1900-1970. Leiden : Stenfert Kroese.
- Jan Tinbergen. Selected papers. Leo H. Klaassen, Leendert Marinus Koyck, en Hendrikus Johannes Witteveen (red.). North-Holland Publishing Company, 1959.
- Klaassen, Leo Hendrik, W. T. Molle, and J. H. Paelinck. The dynamics of urban development: proceedings of an international conference held on the occasion of the 50th anniversary of the Netherlands Economic Institute in Rotterdam September 4, 1979. (1981).
- Vanhove, Norbert, and Leo Hendrik Klaassen. Regional policy, a European approach. Saxon House., 1980.
- Jean H. P. Paelinck. Human Behavior in Geographical Space: Essays in Honour of Leo H. Klaassen. Gower, 1986
- van den Berg, Leo, Leo H. Klaassen, and J. Van der Meer. Marketing metropolitan regions. Erasmus University. European Institute for Comaarative Urban Research, 1990.